# Marie Inviolata Krupková
Marie Inviolata Krupková (10. listopadu 1928 – 29. července 2005, Znojmo-Hradiště) byla česká řeholnice, generální představená Kongregace Milosrdných sester svatého Karla Boromejského.

## Období dospívání
Pocházela z rodiny zemědělce. Středoškolská studia začala ve válečném Československu a dokončila je ve Francii, kde získala maturitní vysvědčení na gymnáziu.Byla přijata na vysokou školu ke studiu jazyků na filosofické fakultě Karlovy univerzity v Praze, ale prožila silný náboženský zážitek v kostele sv. Kříže v Praze na Příkopech, po kterém se rozhodla jít studovat ošetřovatelskou školu, kterou vedly sestry boromejky u nemocnice pod Petřínem. Tato škola měla v oblasti zdravotnictví mimořádnou úroveň, ale za dobu krátkého trvání (od konce druhé světové války do začátku 50. let 20. století) vychovala řadu diplomovaných sester.

## Vstup k sestrám boromejkám
Jako jednadvacetiletá, 10. listopadu 1949 vstoupila v Praze pod Petřínem do Kongregace Milosrdných sester svatého Karla Boromejského. 27. června 1950 složila diplomovou zkoušku na ošetřovatelské škole sester boromejek. Měla obláčku (začátek noviciátu) 14. srpna 1950 v Praze pod Petřínem. Noviciát byl předčasně ukončen z důvodů společenské situace (nástup komunistického režimu a nemožnost pokračovat v řeholním životě bez slibů) a ona se rozhodla složit sliby v mimořádném termínu 1. listopadu 1950. Její otec se o jejím životním kroku dozvěděl až z dopisu po obláčce a s tímto jejím rozhodnutím se dlouho nemohl smířit. Ale s matkou a sourozenci si celou dobu dopisovala. Začátkem šedesátých let navštívila sestra Invioláta svou rodinu a přitom se s ní i otec usmířil.

## Život v řeholi v totalitě
Od roku 1950 vykonávala své ošetřovatelské zaměstnání v Prachaticích. 22. srpna 1957 složila doživotní sliby. V roce 1970 byla zvolena do generální rady Kongregace a vykonávala službu sekretářky tehdejší generální představené Matky Vojtěchy Hasmandové. V této funkci působila 12 let do roku 1982, a v tomto roce byla zvolena Generální vikářkou. Po smrti generální představené Matky Vojtěchy Hasmandové (21. ledna 1988) převzala vedení kongregace a připravovala X. generální kapitulu, při které byla zvolena Matkou. V období, kdy byla generální představenou, došlo k významné politické změně v Československu. Zúčastnila se v listopadu 1989 svatořečení Anežky České v Římě s autobusem sester, což bylo poprvé v období komunistické totality, kdy měly sestry možnost vycestovat a navštívit Řím.

## Život po Sametové revoluci
Po Sametové revoluci, zvláště v letech 1990–1994 převedla společenství sester ze skrytého působení v totalitě do nových poměrů svobodného života. Toto období znamenalo navracení části řádového majetku, návrat k činnosti v nemocnicích a školách, a to znamenalo i nové ubytovací kapacity pro společný komunitní život.
Dne 12. listopadu 1994 předala vedení kongregace své nástupkyni.
Po ukončení vedení kongregace se u ní projevil zhoubný nádor, podstoupila operaci a po rekonvalescenci se věnovala potřebné administrativní činnosti pro Kongregaci. Poslední léta života prožila ve společenství nemocných sester v „Nemocničce“ ve Znojmě-Hradišti, kde také 29. července 2005 zemřela.